# آدوتیسکیس
آدوتیسکیس (به لاتین: Adutiškis) یک شهرک در لیتوانی است که در Švenčionys District Municipality واقع شده‌است. آدوتیسکیس ۷۷۸ نفر جمعیت دارد.